# Gomphus vulgatissimus
Gomphe vulgaire, Gomphe à pattes noires
Espèce
Statut de conservation UICN

 LC  : Préoccupation mineure
Gomphus vulgatissimus, le gomphe vulgaire ou Gomphe à pattes noires, est une espèce d'odonates du sous-ordre des anisoptères (ou libellules au sens strict), qui fait partie de la famille des Gomphidae.

## Étymologie
Le nom de genre Gomphus vient du grec γόμφος / gomphos « cheville, clou » ce qui pourrait référer au renflement de l’appendice abdominal de l’insecte.
L’épithète spécifique vulgatissimus vient du latin vulgatus « commun » et du suffixe - issumus marque du superlatif. Donc vulgatissimus signifie « le plus commun ».

## Description
Plus sombre que les autres espèces du genre, avec une couleur de fond plus verte et des marques noires étendues.
Le corps mesure de 48 à 50 mm, l’envergure de 62 à 69 cm. Le mâle et la femelle sont identiques.
Le corps de cette libellule est noir et jaune puis verdâtre. La face est jaune et noire avec les yeux nettement séparés. Les pattes sont noires. À son extrémité (segments 7 à 10) l’abdomen est élargi et de couleur noir.
Les yeux sont nettement séparés. Le corps est jaune avec grandes rayures et des taches.
Les adultes comme les larves sont des prédateurs. Les larves du Gomphe vulgaire, enfouies dans les sédiments, chassent à l’affût : elles attaquent les petits invertébrés qui passent à leur portée. Les adultes chassent également à l’affût : ils attrapent principalement des proies volantes comme des diptères.
En France, les adultes sont observés d’avril à août dans le sud, de mai à août dans le nord.
La femelle dépose les œufs à la surface de l’eau avec une préférence pour les zones sableuses recouvertes de débris végétaux. Les œufs s’accrochent au premier support rencontré et éclosent après quelques semaines. Après une phase larvaire de 2 à 4 ans, les émergences ont lieu au printemps souvent en grand nombre.
La larve, atteignant 30 mm de long, est large, plate, gris-jaune. Elle est velue et dotée de forte pattes fouisseuses, surtout les deux premières paires. Les postérieures sont plus courtes que l’abdomen. Les fourreaux alaires sont disposés parallèlement sur le dos. Les antennes sont brèves.  Elle vit enfouie dans le littoral des grands lacs ou dans le fond des rivières

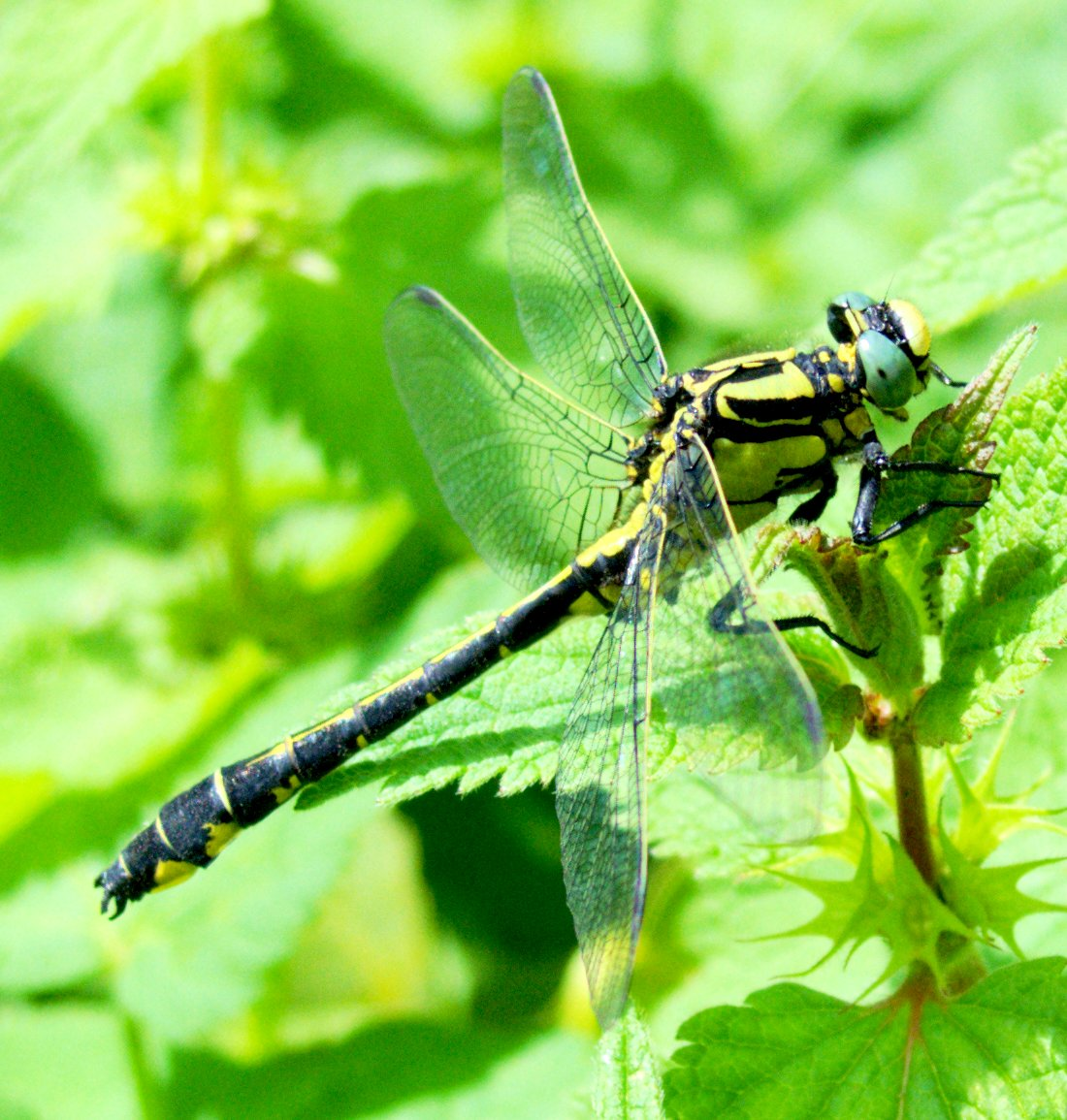
Abdomen en massue, pattes noires
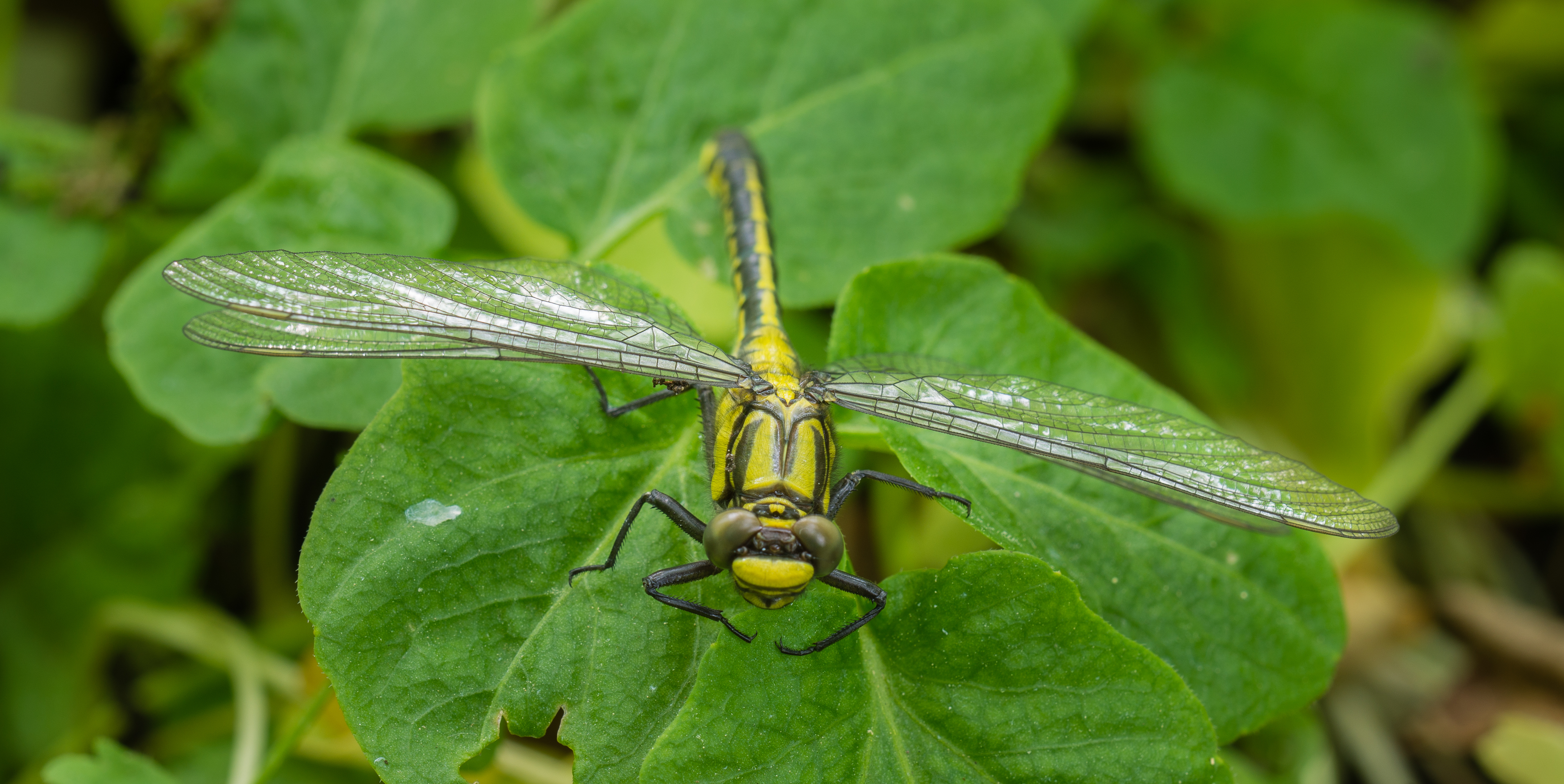
Les yeux sont nettement séparés
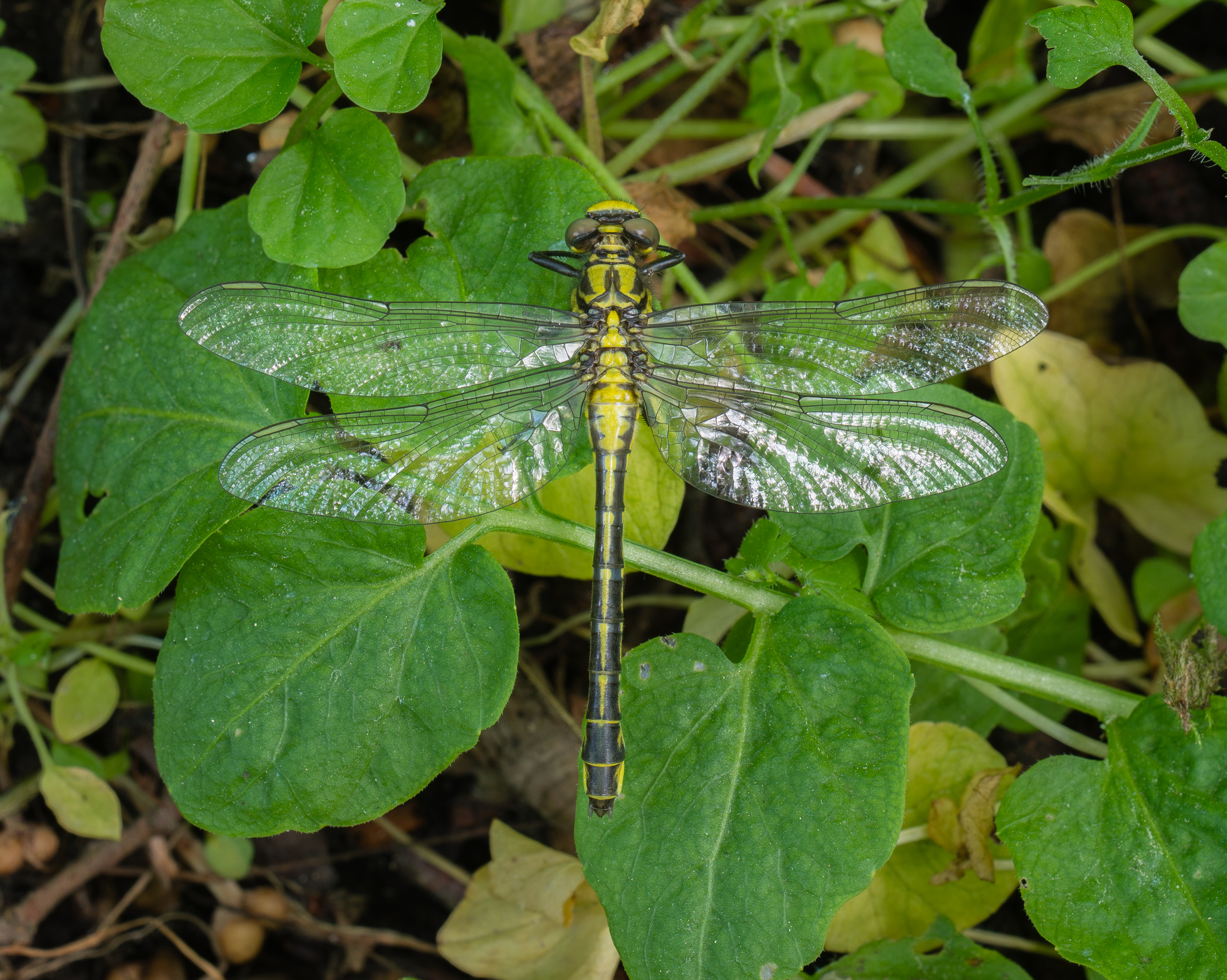
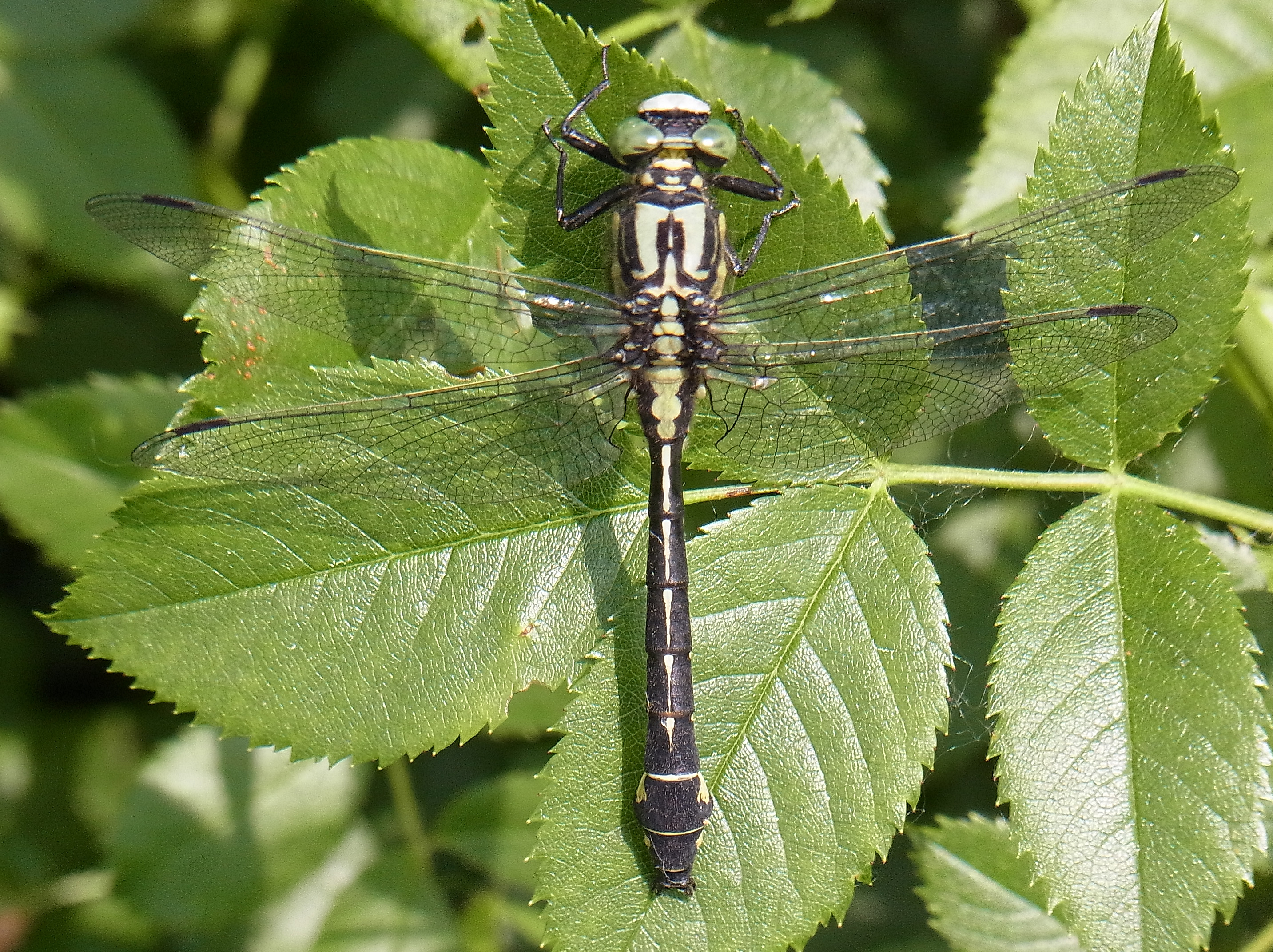
Mâle, ailes postérieures anguleuses

## Habitat
Le gomphe vulgaire se rencontre souvent loin de l’eau, le long des chemins, dans les clairières, etc..
Pour se reproduire, il apprécie les ruisseaux et les rivières à courant modéré à fort et à fond sableux, et les grands lacs non pollués.

## Répartition
Gomphus vulgatissimus est présente du nord de la péninsule ibérique à l’ouest de la Sibérie et du nord de la Grèce au sud la Scandinavie. En France cette espèce est commune sur la majorité du territoire jusqu’ 1000 m d’altitude.

## Statut
Cette espèce est menacée de déclin par la pollution (produits phytosanitaires, polluants industriels ...) et l’aménagement des cours d’eau (empierrement des berges, suppression de la ripisylve, creusement et rectification du lit ...).
Elle est inscrite sur la liste rouge régionale des odonates du Nord-Pas-de-Calais comme espèce en danger.